# Puerto Nariño
Puerto Nariño ist eine Gemeinde (Municipio) in Kolumbien im Departamento Amazonas an der peruanischen Grenze direkt am Amazonas-Strom. Ihren Namen verdankt die Stadt dem berühmten kolumbianischen General Antonio Nariño, welcher einen wichtigen Beitrag im Unabhängigkeitskrieg gegen Spanien leistete.
Die meisten Bewohner der Stadt sind indigenen Ursprungs. In der Stadt sind keine Fahrzeuge erlaubt, die einzige Möglichkeit zur Versorgung ist über den Amazonas mit Motorbooten.

## Geographie
Puerto Nariño liegt im Süden Kolumbiens 1020 km von Bogotá entfernt auf einer Höhe von zwischen 40 m und 150 m am Amazonas. Die Durchschnittstemperatur ist 30 °C mit hoher Luftfeuchtigkeit. Die Gemeinde grenzt im Osten an Leticia, im Norden an Tarapacá und im Süden und Westen an die Region Loreto in Peru.

## Bevölkerung
Die Gemeinde Puerto Nariño hat 10.705 Einwohner, von denen 4144 im städtischen Teil (cabecera municipal) der Gemeinde leben (Stand: 2022).

## Geschichte
Gegründet wurde Puerto Nariño am 18. August 1961 als Amt (corregimiento departamental) und wurde im Januar 1984 per Dekret zur Gemeinde.

## Wirtschaft
Die Wirtschaft von Puerto Nariño  beruht auf Ökotourismus und Fischerei.

## Verkehr
Puerto Nariño ist von Leticia per Schiff über den Amazonas zu erreichen. Durch den Regenwald führen vereinzelte Wege zu indigenen Siedlungen.